# Margaret Chase Smith
Margaret Chase Smith (14 de diciembre de 1897 - 29 de mayo de 1995) fue una política estadounidense del Partido Republicano.

## Galardones y honores
En 1952, fue elegida miembro de la American Academy of Arts and Sciences.
En 1995, galadón de Naval Heritage por la Fundación Memorial de la marina de guerra por su apoyo a la Armada de EE. UU. a la WAVES de la Armada, y a los militares durante su carrera en el Congreso.

## Otras lecturas
- Fitzpatrick, Ellen (2016). The Highest Glass Ceiling : Women's Quest for the American Presidency. Cambridge, MA: Harvard University Press. ISBN 9780674088931. LCCN 2015045620.

- Gallant, Gregory P. Hope and Fear in Margaret Chase Smith's America: A Continuous Tangle (Lexington, 2014)

- Sherman, Janann. No place for a woman: A life of Senator Margaret Chase Smith (Rutgers Univ. Press, 2000)

- Sherman, Janann. "'They Either Need These Women or They Do Not': Margaret Chase Smith and the Fight for Regular Status for Women in the Military." J. of Military History 54#1 (1990): 47-78 in JSTOR